# Base Aérea de Osan

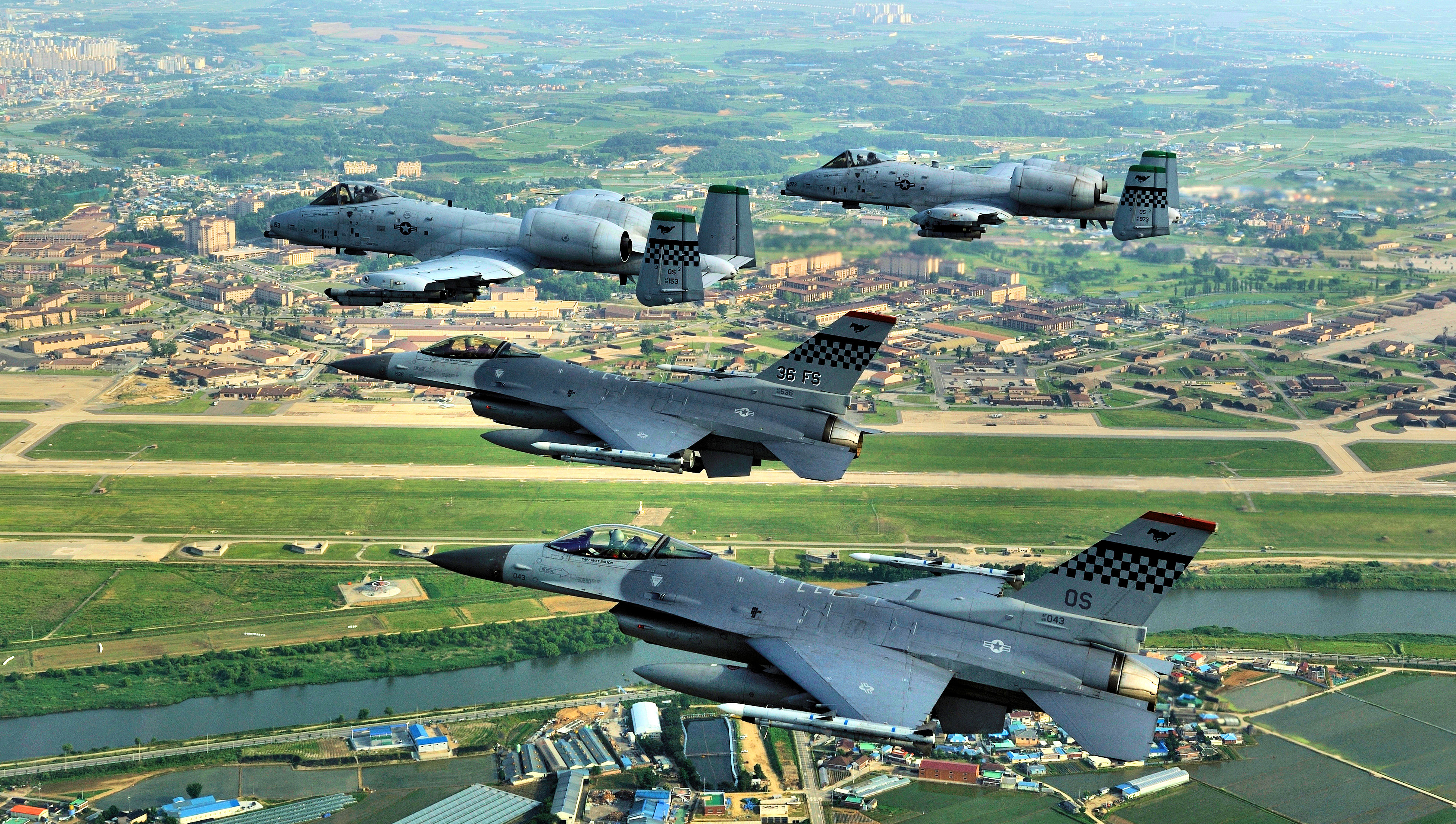
F-16 Falcons e A-10 Thunderbolt IIs da 51ª Ala de Caça sobrevoando a Base Aérea de Osan em junho de 2009.

A Base Aérea de Osan (K-55; hangul: 오산공군기지; hanja: 烏山空軍基地), é uma instalação da Força Aérea dos Estados Unidos localizada próxima à estação Songtan, na cidade de Pyeongtaek, Coreia do Sul, 64 km ao sul de Seul. Apesar do nome, a Base Aérea de Osan não está dentro da cidade de Osan, que fica 7,5 km ao norte. A base é a sede da 51ª Ala de Caça das Forças Aéreas do Pacífico, e outras unidades, incluindo a Sétima Força Aérea. A base também é a sede do Comando de Operações da Força Aérea da Coreia do Sul. O local é também ponto de partida e chegada para voos "Patriot Express" contratados pelo governo dos Estados Unidos trazendo militares a serviço e seus familiares para a Coreia do Sul, vindos do Aeroporto Internacional de Seattle-Tacoma, no estado norte-americano de Washington, da Base Aérea de Misawa e da Base Aérea de Yokota, no Japão.
A Base Aérea de Osan é uma das duas principais instalações da Força Aérea dos Estados Unidos operadas na Coreia do Sul, sendo a outra a Base Aérea de Kunsan.